# 1949 en bande dessinée
| Années de la bande dessinée : 1946 - 1947 - 1948 - 1949 - 1950 - 1951 - 1952    |
| Décennies de la bande dessinée : 1910 - 1920 - 1930 - 1940 - 1950 - 1960 - 1970 |

Cet article présente les faits marquants de l'année 1949 en bande dessinée.

## Évènements
- janvier : sortie du premier album de Lucky Luke, crée deux ans plus tôt, « La mine d’or de Dick Digger ».
- 13 mars : En Corée, le magazine Manhwas news commence sa parution hebdomadaire qui durera un an avec beaucoup de succès.
- Début de la publication de Zoé enfant terrible dans Le Parisien libéré, par Gépral.

## Nouveaux albums
Voir aussi : Albums de bande dessinée sortis en 1949

### Franco-Belge
| Sortie | Titre                                                | Scénariste     | Dessinateur    | Coloriste       | Éditeur        |
| ------ | ---------------------------------------------------- | -------------- | -------------- | --------------- | -------------- |
| 1949   | Le Temple du Soleil                                  | Hergé          | Hergé          | Edgar P. Jacobs | Casterman      |
| 1949   | Poucette trottin - Poucette trottin hôtesse de l'air | Aristide Perré | Aristide Perré | Aristide Perré  | Éditions Rouff |
| ?      | …                                                    |                |                |                 |                |

### Comics
| Sortie | Titre       | Scénariste | Dessinateur | Coloriste | Éditeur |
| ------ | ----------- | ---------- | ----------- | --------- | ------- |
| ?      | à compléter |            |             |           |         |
| ?      | …           |            |             |           |         |

### Mangas
| Sortie | Titre       | Scénariste | Dessinateur | Coloriste | Éditeur |
| ------ | ----------- | ---------- | ----------- | --------- | ------- |
| ?      | à compléter |            |             |           |         |
| ?      | …           |            |             |           |         |

## Naissances
- 1er février : Jean-Marc Lelong, dessinateur français, créateur de la série Carmen Cru, mort le 24 février 2004
- 6 février : Rich Buckler, dessinateur de comics
- 8 février : Al Coutelis
- 19 février : William Messner-Loebs, scénariste de comics
- 21 février : Frank Brunner, auteur de comics
- 27 mars : Mike Friedrich, scénariste de comics
- 15 avril :
  - Dave Gibbons, auteur anglais de comics (Watchmen)
  - Laurence Harlé
- 20 avril : John Ostrander, scénariste de comics
- 21 avril : Philippe Bertrand
- 21 mai : Griffo
- 25 mai : Barry Windsor-Smith
- 10 juillet : Bob Larkin, dessinateur de comics
- 12 juillet : Dominique Hé
- 18 juillet : Florence Cestac
- 8 août : Rory Hayes, auteur de comics
- 9 octobre : Jim Starlin, auteur de comics
- 31 octobre : Colin Wilson
- 9 novembre : François Dermaut
- Naissances de Pierre Fournier, Jean-Claude Pertuzé, Brian Crane, Mary Wings, Arja Kajermo

## Décès
- 27 mai : Robert Ripley, auteur de comics
- 8 juillet : Harold Knerr
- 1er novembre : Helen Hokinson
- Jo Valle